# Kwelder, slufter en groen strand
Kwelder, slufter en groen strand is een natuurdoeltypen dat voorkomt in getijdengebieden en in duingebieden de onder invloed staan van zeewater. Binnen het natuurdoeltype komen kwelders, schorren, slufters, strandvlaktes en groene stranden voor. Het natuurdoeltype vergt zeer natte tot vochtige bodems en vergt een neutrale bodem die zwak of matig eutroof is. De grondwaterstand is ondiep. Het natuurdoeltype kan tegen dagelijkse overstromingen van zout water en de vegetatie wordt mede gevoed door zeewater maar ook door grondwater en regenwater. De bodem bestaat uit slikvaaggronden, gorsvaaggronden en nesvaaggronden en de bodem is over het algemeen kalkrijk. Het natuurdoeltype heeft minstens een oppervlakte van 5 ha nodig om in stand te blijven.

## Plantengemeenschappen
Binnen het natuurdoeltype kwelder, slufter en groen strand kunnen meerdere plantengemeenschappen voorkomen. Deze plantengemeenschappen hoeven niet allemaal voor te komen om het natuurdoeltype te bereiken.
| Nederlandse naam                             | Wetenschappelijke naam                                            |
| -------------------------------------------- | ----------------------------------------------------------------- |
| associatie van snavelrupia                   | Ruppietum maritimae                                               |
| associatie van spiraalruppia                 | Ruppietum cirrhosae                                               |
| associatie van duinrus en parnassia          | Parnassio-Juncetum atricapilli                                    |
| associatie van moeraszoutgras en fioringras  | Triglochino-Agrostietum stoloniferae                              |
| associatie van aardbeiklaver en fioringras   | Trifolio fragiferi-Agrostietum stoloniferae                       |
| associatie van kattendoorn en zilte zegge    | Ononido-Caricetum distantis                                       |
| strandmelde-associatie                       | Atriplicetum littoralis                                           |
| rompgemeenschap met zeepostelein             | RG Honckenya peploides-[Agropyro-Honckenyion/Salsolo-Honckenyion] |
| biestarwegras-associatie                     | Honckenyo-Agropyretum juncei                                      |
| associatie van klein slijkgras               | Spartinetum maritimae                                             |
| associatie van Engels slijkgras              | Spartinetum townsendii                                            |
| associatie van langarige zeekraal            | Salicornietum dolichostachyae                                     |
| associatie van kortarige zeekraal            | Salicornietum brachystachyae                                      |
| schorrenkruid-associatie                     | Suaedetum maritimae                                               |
| associatie van gewoon kweldergras            | Puccinellietum maritimae                                          |
| associatie van lamsoor en zeeweegbree        | Plantagini-Limonietum                                             |
| zoutmelde-associatie                         | Halimionetum portulacoides                                        |
| associatie van stomp kweldergras             | Puccinellietum distantis                                          |
| associatie van blauw kweldergras             | Puccinellietum fasciculatae                                       |
| associatie van bleek kweldergras             | Puccinellietum capillaris                                         |
| associatie van zilte rus                     | Juncetum gerardii                                                 |
| associatie van Engels gras en rood zwenkgras | Armerio-Festucetum littoralis                                     |
| kwelderzegge-associatie                      | Junco-Caricetum extensae                                          |
| associatie van rode bies                     | Blysmetum rufi                                                    |
| zeealsem-associatie                          | Artemisietum maritimae                                            |

## Subtypen
Het natuurdoeltype kwelder, slufter en groen strand is onder te verdelen in drie subtype, begroeid slik, onbeweide kwelder, slufter en groen strand en beweide kwelder, slufter en groen strand. begroeid slik is een overgangszone tussen wadden en kwelders. Het type onbeweide kwelders wordt niet beweid en het subtype beweide kwelders wordt wel beweid. De subtype verschillen licht qua fysische gesteldheid, maar variëren voornamelijk qua beheer en biodiversiteit. De subtype kunnen met de habitattypen van de Habitatrichtlijn overeenkomen mits de juiste plantengemeenschappen binnen het subtype. De habitattype zijn: 
- Eenjarige pioniervegetatie van slik- en zandgebieden met Salicornia spp. en andere zoutminnende planten
- Schorren met slijkgrasvegetatie
- Atlantische schorren